# Ptilohyale ptilocerus
Ptilohyale ptilocerus is een vlokreeftensoort uit de familie van de Hyalidae. De wetenschappelijke naam van de soort is voor het eerst geldig gepubliceerd in 1937 door Derzhavin.